# Гостагайка
Гостагайка — річка в Росії. Довжина річки близько 29 км, її витоки знаходяться на північно-західному схилі г. Макитра (за іншими даними Макотра) (324,6 м), і впадає вона у Витязевський лиман, названого по курортному селищу Витязево, створеного у 1837 р. як станиця. Очевидь, гідроним ліг основою низки місцевих назв: станиця Гостагаєвська, хутір Нижня Гостагайка, залізнична станція Гостагаєвська.
У верхній течії річка приймає невеличку праву притоку — річку Шумайку (Сюмай, Фе-май). Гідроним гостагай очевидь, походить від адигейського остыгъае — смерека, тобто перекладається смерекова.